# Lie Shun-Long
Lie Shun-Long es un deportista taiwanés que compitió en taekwondo. Ganó una medalla de plata en el Campeonato Asiático de Taekwondo de 1980, en la categoría de –56 kg.

## Palmarés internacional
| Representando a China Taipéi |                 |                  |           |
| Campeonato Asiático          |                 |                  |           |
| Año                          | Lugar           | Medalla          | Categoría |
| 1980                         | Taipéi (Taiwán) | Medalla de plata | –56 kg    |